# Радможанці
Радможанці (словен. Radmožanci) — поселення в общині Лендава, Помурський регіон, Словенія. Висота над рівнем моря: 165,1 м.